# Паудер (приток Йеллоустона)
Пау́дер (англ. Powder River) — река в штатах Вайоминг и Монтана на Западе США, правый приток реки Йеллоустон. Протекает через территорию округов Прери, Кастер, Паудер-Ривер, Кэмпбелл, Шеридан и Джонсон. Длина составляет 604 км (375 миль). Площадь бассейна реки — около 56 656 км². Расход воды — 16 м³/с.
Берёт начало в восточной части штата Вайоминг на высоте 1391 м над уровнем моря, формируется как слияние трёх верховий. Верховья Норт-Форк и Мидл-Форк начинаются на восточных склонах горного хребта Бигхорн, а река Саут-Форк — на северном склоне горы Гарфилд-Пик в хребте Гранит-Маунтинс, к западу от города Каспер. Все 3 реки сливаются у подножья гор, недалеко от города Кейси. Течёт преимущественно в северном и северо-восточном направлениях, пересекает границу со штатом Монтана и принимает приток Литл-Паудер близ города Броудус. Впадает в реку Йеллоустон примерно в 80 км ниже города Майлс-Сити.
В бассейне реки имеются крупные залежи угля, обеспечивающие к середине 2010-х годов около 40 % всей добычи угля в США.